# My Little Pony – Freundschaft ist Magie
My Little Pony – Freundschaft ist Magie (Originaltitel: My Little Pony: Friendship Is Magic) ist eine US-amerikanisch-kanadische Flash-Animationsserie, die 2010 von Lauren Faust entwickelt wurde. Sie basiert auf den Spielzeugponys der Reihe Mein kleines Pony des Herstellers Hasbro.
In den USA vom 10. Oktober 2010 bis zum 12. Oktober 2019 von Discovery Family (vormals „The Hub“ und „Hub Network“) ausgestrahlt, lief sie zunächst im deutschsprachigen Raum ab dem 19. September 2011 bei Nickelodeon. Für die vierte Staffel wechselte die Serie den Sender und wurde seit dem 4. April 2015 auf dem Disney Channel ausgestrahlt.

## Handlung
Schauplatz der Serie ist Ponyville, ein kleines Städtchen im Königreich Equestria. Die Ponys dieses Landes regeln die Natur. So hat jedes einzelne von ihnen einer besonderen Aufgabe nachzugehen. Die Erdponys pflegen die Belange von Tier- und Pflanzenwelt, die Pegasusponys kontrollieren aufgrund ihrer Fähigkeit zu fliegen und Wolken zu manipulieren das Wetter und die Abläufe in der Luft und die Einhornponys können mithilfe ihrer Hörner Magie anwenden, die sie in ihren Spezialfachgebieten einsetzen. Einige wenige sind Pegasus-Einhörner, genannt Alihörner (in der engl. Fassung Alicorns), die alle Vorzüge in sich vereinen. Das besondere Talent eines Ponys spiegelt sich im Symbol des Schönheitsflecks („cutie mark“) wider, welches oberhalb des Hüftgelenks erscheint, sobald das Pony seine individuelle Gabe in sich entdeckt hat. Neben den Ponyrassen existieren weitere intelligente Huftiere wie Esel und Kühe sowie Fabelwesen wie Greife und Minotauren in Equestria.
Die Geschichte beginnt mit dem Erscheinen des Ponys Twilight Sparkle in Ponyville, denn ihre Lehrerin Prinzessin Celestia hat sie beauftragt, dort die Geheimnisse der Freundschaft zu ergründen. Begleitet wird sie von dem Babydrachen Spike, der den Briefverkehr zwischen Lehrerin und Schülerin regelt. Sie lernt die Ponys Applejack, Pinkie Pie, Rainbow Dash, Fluttershy und Rarity kennen und erlebt mit ihnen viele Abenteuer. Ein Großteil der Episoden handeln vom Alltagsleben der Ponys in Ponyville, in einigen stellen sie sich aber auch gemeinsam größeren Bedrohungen für Equestria. Die meisten Episoden enden damit, dass Twilight Sparkle die Moral der Folge in einem Brief an Prinzessin Celestia zusammenfasst; ab der zweiten Staffel wird diese Aufgabe auch von anderen Ponys übernommen oder entfällt ganz und ab der vierten Staffel durch Tagebucheinträge ersetzt.
Während die meisten Episoden inhaltlich in sich abgeschlossen sind, gibt es einige Handlungsstränge, die sich über mehrere Folgen ziehen. So erhalten Twilight und ihre Freunde am Anfang der ersten Staffel Karten zur Großen Galloping-Gala, in einer späteren Folge entwirft Rarity die Kleider für die Gala, die dann selbst als Staffelfinale stattfindet. In der dritten und vierten Staffel beinhalten mehrere Episoden die Vorbereitung und Durchführung der Equestria-Spiele, einem wichtigen Sportereignis. Gegen Ende der zweiten Folge der vierten Staffel finden die Protagonisten eine verschlossene Kiste und in diversen spätere Episoden bekommen sie als Dank für Hilfeleistungen von verschiedenen Ponys kleine Geschenke, die sich in der finalen Episode in sechs Schlüssel für die Kiste verwandeln. So können sie nicht nur den Antagonisten dieser Folge besiegen, sondern Twilight erhält auch ein Schloss als Ersatz für ihre zerstörte Bibliothek.
Zu Beginn der fünften Staffel finden die Protagonisten in Twilights neuem Schloss eine magische Landkarte, die in einigen Episoden manche von ihnen an bestimmte Orte in Equestria schickt, wo gerade ihre Hilfe benötigt wird. Als erstes kommen sie dadurch in ein abgelegenes Städtchen, in dem sich die freundliche Bürgermeisterin als mächtige Zauberin Starlight Glimmer herausstellt, die die Einwohner davon überzeugen konnte, ihre Schönheitsflecken aufzugeben. Es gelingt, die Bewohner über Starlights falsche Absichten aufzuklären und die Schönheitsflecken zurückzugewinnen. Starlight Glimmer flieht und kehrt im Finale der Staffel zurück, um durch Manipulation der Vergangenheit Rache an Twilight Sparkle zu nehmen, indem sie das zentrale Ereignis verhindert, das dazu geführt hatte, dass die Hauptcharaktere ihre Schönheitsflecken bekamen und später Freundinnen wurden. Twilight kann Starlight nicht besiegen, ihr aber schließlich zeigen, welche katastrophalen Folgen ihr Handeln hätte, worauf sie davon ablässt und Reue zeigt. Sie kann ein trauriges Ereignis aus ihrer Kindheit aufarbeiten, das zu ihrer Verbitterung geführt hatte, und wird darauf eine Freundin Twilights und weitere Hauptperson. In der sechsten Staffel ist sie die Schülerin von Twilight Sparkle und lernt viele Freundschaftslektionen, zu Beginn der siebten Staffel bekommt sie ihren Abschluss verliehen.
Am Anfang der achten Staffel gründet Twilight eine Schule der Freundschaft, in der verschiedene Kreaturen aus der ganzen Welt den Wert der Freundschaft erkennen und so auch der Verständigung der verschiedenen Völker dienen sollen. Dabei übernimmt eine Gruppe von Schülern in vielen Episoden die komplette Handlung.
Von Anfang an handeln auch immer wieder Episoden vom Schönheitsfleckenklub. Dieser besteht aus Applejacks jüngerer Schwester Apple Bloom, Raritys Schwester Sweetie Belle und Scootaloo, die eine Freundschaft zu Rainbow Dash entwickelt, die einem Schwesternverhältnis ähnelt. Die drei Fohlen haben noch keine Schönheitsflecken bekommen und versuchen durch das Ausprobieren der verschiedensten Dinge, ihre Bestimmungen zu finden. Später beschließen sie, mit ihren gewonnenen Erfahrungen auch anderen Ponys zu helfen.

## Figuren
Die sechs Protagonistinnen verfügen jeweils über besondere Tugenden und bilden zusammen in Freundschaft vereint die sechs Elemente der Harmonie. In Fankreisen werden sie als die Mane Six bezeichnet. Jeder der Protagonisten hat ein Haustier; diese nehmen aber nur in wenigen Episoden eine zentrale Rolle ein.
Twilight Sparkle
Das Einhorn Twilight Sparkle ist eine fleißige, doch etwas zurückgezogene Schülerin von Prinzessin Celestia. Diese erteilt ihr den Auftrag, nach Ponyville zu gehen und endlich Freundschaften zu schließen. Zusammen mit dem Babydrachen Spike zieht sie in die leerstehende Golden Oak Library. So kann sie sich weiterhin den Büchern widmen und ihre magischen Fähigkeiten methodisch erforschen. Aufgrund ihrer magischen Fortschritte gelingt es ihr am Ende der dritten Staffel in der Episode Prinzessin Twilight zu einem Alihorn, einem geflügelten Einhorn, und damit zu einer Prinzessin zu werden. In dem Staffelfinale der vierten Staffel wird ihre Bibliothek zerstört. Sie bekommt schließlich ein Schloss in Ponyville, wird zur Prinzessin der Freundschaft ernannt und übernimmt letztlich die Regentschaft in Equestria. Neben ihrem Babydrachen Spike hat sie eine Eule namens Owlowiscious als Haustier. Von den sechs Elementen der Harmonie verkörpert sie die Magie.
Äußerliche Erkennungsmerkmale sind ihr lila Fell, ihre blaue Mähne mit pinken und violetten Strähnen und ihr magisches Horn auf der Stirn sowie ab Ende der dritten Staffel ihre Flügel. Ihr Schönheitsfleck ist ein sechszackiger rosa Stern, der von fünf weißen Sternchen umringt wird. Ihre Krone besteht ursprünglich aus dem Element der Harmonie und wird später durch eine andere Krone ersetzt.
Applejack
Das Erdpony Applejack ist für die Arbeiten auf der Familienfarm Sweet Apple Acres verantwortlich, wo sie zusammen mit ihren Geschwistern lebt. Sie hat einen Hund namens Winona als Haustier. Da sie immer sagt, was sie denkt, ist sie allgemein bekannt für ihre Ehrlichkeit, die ihr Element der Harmonie darstellt.
Äußerlich erkennt man sie an ihrem orangen Fell, der blonden Mähne und dem Cowboyhut. Ihr Schönheitsfleck besteht aus drei leuchtend roten Äpfeln.
Pinkie Pie
Pinkamena Diane Pie ist ein Erdpony aus Ponyville und hauptsächlich in der Konditorei Nascheckchen („Sugarcube Corner“) anzutreffen. Als Haustier hat sie einen zahnlosen Babyalligator namens Gummy. Pinkie Pie ist in der Lage, die vierte Wand zu durchbrechen und sich Cartoon-Physik zunutze zu machen. Sie hat es sich zur Aufgabe gemacht, immer Freude und Heiterkeit zu verbreiten, somit verkörpert sie als Element der Harmonie das Lachen.
Auch ihr Erscheinungsbild ist heiter: Sie hat ein hellrosa Fell und eine pinke, lockige Mähne. Ihr Schönheitsfleck besteht aus drei bunten Luftballons.
Rainbow Dash
Rainbow Dash ist ein Pegasus und hat die Aufgabe, den Himmel von Wolken freizuhalten, sofern dies erwünscht ist. Dabei probiert sie immer wieder neue Flugmanöver aus, denn sie möchte der berühmten Fliegertruppe „Wonderbolts“ beitreten. In der Folge „Nicht um jeden Preis“ der dritten Staffel gelingt es ihr, in deren Akademie aufgenommen zu werden und in der vierten Staffel besteht sie die Aufnahmeprüfung in deren Reservetruppen. In der sechsten Staffel wird sie zu einem vollwertigen Mitglied der Wonderbolts. Rainbow legt zwar oft eine gewisse Arroganz und Angeberei an den Tag und trifft übereilte Entscheidungen, steht am Ende aber stets loyal zu ihren Freunden. Ihr Haustier ist eine Schildkröte namens Schildi (in der engl. Fassung Tank), die durch einen Propeller an ihrem Panzer fliegen kann. Von den sechs Elementen der Harmonie verkörpert sie die Treue.
Sie hat ein hellblaues Fell und ihre Mähne erstrahlt in Regenbogenfarben. Ihr Schönheitsfleck besteht aus einem blitzförmigen Regenbogen, der aus einer Wolke hervorkommt.
Fluttershy
Pegasus Fluttershy ist bekannt für ihre Schüchternheit und Tierliebe. Sie kümmert sich um die Tiere in Ponyville, vor allem um ihr Häschen Angel, und ist in der Lage, deren Sprache zu verstehen. Außerdem verfügt sie über einen starren, einschüchternden Blick, den sie jedoch nur in Notfällen einsetzt. Ihr Element der Harmonie ist die Freundlichkeit.
Ihr Fell ist hellgelb und sie hat eine hellrosa Mähne. Ihr Schönheitsfleck symbolisiert ihre besondere Verbindung zu Tieren und besteht aus drei rosa Schmetterlingen.
Rarity
Rarity ist ein Einhorn, weshalb sie genau wie Twilight Sparkle Magie einsetzen kann. Sie arbeitet als Fashion-Designerin in der „Carousel Boutique“, da sie sich leidenschaftlich für Mode und Ästhetik interessiert. Sie ist eine schönheitsliebende Perfektionistin und bei ihrer Arbeit stets pingelig und detailverliebt, besonders wenn es um ihre Freundinnen geht. Sie hat eine Katze namens Opalescence als Haustier und ist die große Schwester von Sweetie Belle. Rarity hat ein großes Herz und verkörpert als Element der Harmonie die Großzügigkeit.
Sie hat ein weißes Fell und ihre violette Mähne ist immer stilvoll frisiert. Ihr Schönheitsfleck besteht aus drei funkelnden Diamanten.

## Synchronisation
Die deutsche Synchronfassung entstand im Synchronstudio SDI Media in Berlin, wobei Tanja Schmitz als Synchronregisseurin die Sprachaufnahmen leitete.

### Hauptfiguren
| Rollenname          | Englischer Sprecher                                   | Deutscher Sprecher                                                                 |
| ------------------- | ----------------------------------------------------- | ---------------------------------------------------------------------------------- |
| Twilight Sparkle    | Tara Strong Rebecca Shoichet (Gesang)                 | Julia Meynen Saskia Tanfal (Gesang)                                                |
| Applejack           | Ashleigh Ball                                         | Lydia Morgenstern                                                                  |
| Rarity              | Tabitha St. Germain Kazumi Evans (Gesang)             | Rubina Kuraoka                                                                     |
| Fluttershy          | Andrea Libman Blu Mankuma (Flutterguy)                | Julia Stoepel Gerald Paradies (Flutterguy)                                         |
| Pinkie Pie          | Andrea Libman Shannon Chan-Kent (Gesang)              | Jennifer Weiß Magdalena Turba (Gesang)                                             |
| Rainbow Dash        | Ashleigh Ball                                         | Giuliana Jakobeit (Staffeln 1–3) Tanja Schmitz (ab Staffel 4) Tina Hansch (Gesang) |
| Spike               | Cathy Weseluck                                        | Hannes Maurer (Staffeln 1–4, ab Staffel 7) Jan Makino (Staffel 5–6)                |
| Prinzessin Celestia | Nicole Oliver                                         | Silvia Mißbach                                                                     |
| Apple Bloom         | Michelle Creber                                       | Anja Rybiczka                                                                      |
| Sweetie Belle       | Claire Corlett Michelle Creber (Gesang, Staffeln 1–3) | Giovanna Winterfeldt                                                               |
| Scootaloo           | Madeleine Peters                                      | Luisa Wietzorek Cathlen Gawlich (Gesang)                                           |

### Nebenfiguren (Auswahl)
| Rollenname               | Englischer Sprecher                                         | Deutscher Sprecher                                                                |
| ------------------------ | ----------------------------------------------------------- | --------------------------------------------------------------------------------- |
| Big McIntosh             | Peter New                                                   | Tim Moeseritz                                                                     |
| Granny Smith             | Tabitha St. Germain                                         | Eva-Maria Werth                                                                   |
| Bürgermeisterin          | Cathy Weseluck                                              | Liane Rudolph                                                                     |
| Prinzessin Luna          | Tabitha St. Germain                                         | Jill Schulz (Staffel 1) Heike Schroetter (Staffel 2)                              |
| Soarin’                  | Matt Hill                                                   | Steven Merting                                                                    |
| Carrot Cake              | Brian Drummond                                              | Bernhard Völger                                                                   |
| Cup Cake                 | Tabitha St. Germain                                         |                                                                                   |
| Zecora                   | Brenda Crichlow                                             | Arianne Borbach                                                                   |
| Cheerilee                | Nicole Olivier                                              | Sabine Jaeger                                                                     |
| Diamond Tiara            | Chantal Strand                                              | Jill Schulz (Staffel 1) Anne Helm (ab Staffel 2)                                  |
| DJ Pon-3 (Vinyl Scratch) | N/A                                                         | N/A                                                                               |
| Silver Spoon             | Shannon Chan-Kent                                           | Anne Helm                                                                         |
| Spitfire                 | Nicole Oliver (Folge 1.16) Kelly Metzger (spätere Folgen)   | Anita Hopt (Staffel 1–2) Marie-Luise Schramm (ab Staffel 3)                       |
| Discord                  | John de Lancie                                              | Michael Pan                                                                       |
| Derpy (Muffins)          | Tabitha St. Germain                                         | Tanja Schmitz (Staffel 2) Anna Dramski (Staffel 5)                                |
| Bulk Biceps              | Jayson Thiessen (Staffel 2–3) Michael Dobson (ab Staffel 4) | Hanns-Jörg Krumpholz                                                              |
| Shining Armor            | Andrew Francis                                              | Nico Sablik                                                                       |
| Prinzessin Cadance       | Britt McKillip                                              | Julia Ziffer (Staffeln 2 und 4) Tanja Schmitz (Staffel 3) Yara Blümel (Staffel 5) |
| Starlight Glimmer        | Kelly Sheridan                                              | Nicole Hannak                                                                     |

## Ausstrahlung
In den USA startete die erste Staffel am 10. Oktober 2010 auf dem Sender The Hub. Im Laufe der Serie änderte der US-Sender zweifach seinen Namen, erst zu Hub Network und im Oktober 2014 zu Discovery Family. Die neunte und letzte Staffel endete am 12. Oktober 2019.
In Deutschland, Österreich und der Schweiz wurden die ersten drei Staffeln der Serie vom 19. September 2011 bis Dezember 2013 auf Nickelodeon ausgestrahlt. Die vierte Staffel, und alle folgenden, wurden ab dem 4. April 2015 auf dem Disney Channel ausgestrahlt.

## Merchandising und  Spinoffs

### Spielzeug
Da My Little Pony – Freundschaft ist Magie auf der Spielzeugserie Mein kleines Pony basiert, sind auch zu den Figuren der Serie gehörende Merchandising-Spielzeuge von Hasbro erhältlich. Die Neuauflage der zur Fernsehserie gehörenden Spielzeugreihe aus Plastik- und Plüschponys erschienen 2010 auf dem Markt und wird regelmäßig erweitert. Darüber hinaus existiert weiteres Merchandising wie Computerspiele, unter anderem Twilight Sparkle: Teacher for a Day, eine an die Welt der Handlung angepasste Version von Monopoly und ein Sammelkartenspiel.

### Spielfilme

#### Equestria Girls
Am 16. Juni 2013 erschien zu der Serie der Spinoff-Film My Little Pony: Equestria Girls, der chronologisch kurz nach Ende der dritten Staffel angesiedelt ist. In diesem gelingt es Sunset Shimmer, einer ehemaligen Schülerin von Celestia, Twilight Sparkles Element der Harmonie zu stehlen. Twilight folgt ihr durch ein magisches Portal in die Welt der Menschen. Selbst in einen Menschen verwandelt gelingt es ihr, sich mit den dortigen Gegenstücken ihrer Freundinnen aus Ponyville zu verbünden, Sunset Shimmer zu besiegen und mit dem Element der Harmonie in ihre Welt zurückzukehren.
Am 27. September 2014 erschien die Fortsetzung dieses Films unter dem Titel My Little Pony: Equestria Girls – Rainbow Rocks. Darin kehrt Twilight in die Menschenwelt zurück, um ihren dortigen Freunden beim Kampf gegen die Dazzlings, Sirenen, die die Schule in einem Wettstreit der Bands bedrohen, beizustehen. Ein dritter Film, My Little Pony: Equestria Girls – Friendship Games, erschien am 26. September 2015 in den USA auf Discovery Family. Außerdem veröffentlichte Shout Factory den Film am 13. Oktober 2015 in den USA auf DVD und Blu-ray. Eine Synchronisation auf Deutsch erschien am 26. März 2016 auf Netflix. Teil vier, My Little Pony: Equestria Girls – Legend of Everfree, erschien in englischer Sprache am 1. Oktober 2016 auf Netflix. Eine deutschsprachige Ausstrahlung erfolgte am 19. November desselben Jahres.
Im Jahr 2017 erschienen drei Specials zu Equestria Girls: Dance Magic, Movie Magic und Mirror Magic in englischer Sprache.

#### My-Little-Pony-Film
Der eigenständige Film spielt nicht in der Welt von Equestria Girls, sondern in derselben Welt wie in der Serie. In diesem Film treffen die Protagonisten der Serie auf neue Freunde und Herausforderungen und retten ihre Heimat. Der US-amerikanische Kinostart fand am 6. Oktober und der deutsche am 5. Oktober 2017 statt.

### Printmedien
IDW Publishing veröffentlicht seit November 2012 monatlich eine Comicreihe, deren Inhalte die Handlung der Fernsehserie weiter fortsetzt. Die ersten vier Comics handeln von Königin Chrysalis’ Versuch, nach ihrer Niederlage in der Folge Hochzeit in Canterlot Twilight Sparkle in ihre Gewalt zu bekommen. Im fünften bis achten Comic stellen sich die Protagonisten den Albtraum-Kräften entgegen, die einst für die Verwandlung von Prinzessin Luna in Nightmare Moon verantwortlich waren. Die Comics neun und zehn drehen sich um Big McIntosh, in den Bänden zehn und elf erzählen Shining Armor und Prinzessin Cadance, wie sie sich kennenlernten. Band 13 und 14 sind ein Piratenabenteuer, in Band 15 und 16 bedroht ein madenartiger Buchwurm Twilights Bücherei. In den Bänden 17 bis 20 verschlägt es die Protagonisten durch einen magischen Spiegel in eine Parallelwelt, in der sie die dortigen, bösen Versionen von Celestia und Luna bekämpfen. In Band 21 bis 22 wird das Einhorn Trixie eines Juwelenraubs verdächtigt, Band 23 dreht sich um die Haustiere der Ponys, während in Band 24 Fluttershy, Discord und die Cutie Mark Crusaders eine Zeitreise unternehmen. Die Bände 25 und 26 beinhalten eine Western-Geschichte. In den Bänden 27 und 28 helfen die Protagonisten einigen Hirschen, deren Wald durch einen Freizeitpark bedroht wird. Band 29 beschäftigt sich mit Cheerilees Beziehung zu ihrer Schwester, einer Wrestlerin.
Weiterhin erschienen zwischen Februar und Dezember 2013 zehn Mikrocomics desselben Verlages, die jeweils eine der Haupt- oder Nebenfiguren thematisieren. Diese Reihe wird seit Januar 2014 mit der Reihe Friends Forever fortgesetzt. Darüber hinaus erschien im April 2015 die fünfteilige Reihe Feindschaft ist Magie, die sich mit den Antagonisten Sombra, Tirek, den Sirenen, Nightmare Moon und Königin Chrysalis beschäftigt. Eine deutsche Übersetzung der Comics wird von Panini vertrieben.
Zu mehreren Episoden erschienen Bilder- und Malbücher. Little, Brown and Company veröffentlicht regelmäßig Romane mit eigenständiger Handlung.

## Hintergrund

### Produktion

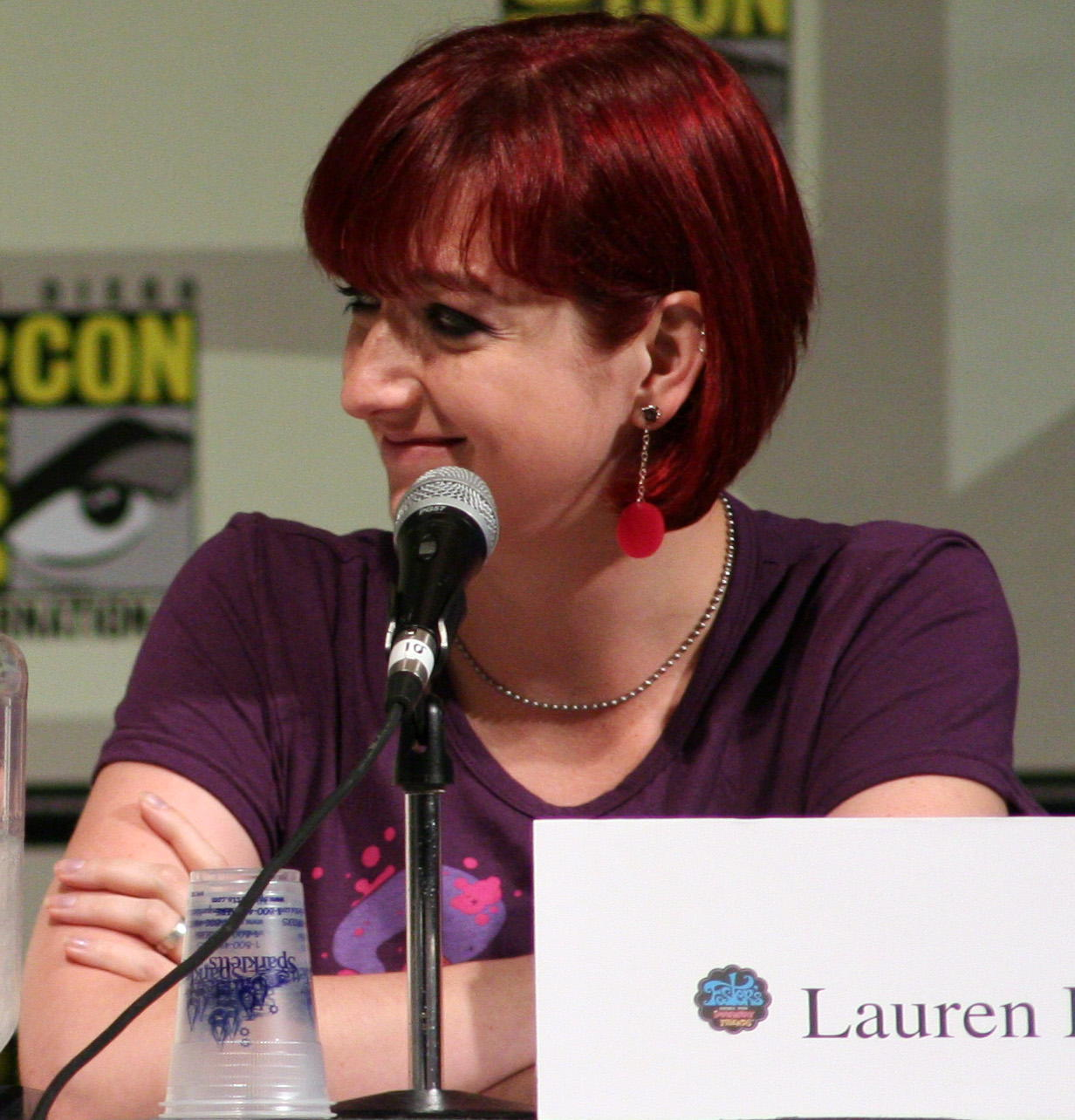
Lauren Faust, Executive Producer und Autorin von My Little Pony: Friendship Is Magic

Nachdem der Spielzeughändler Hasbro die Verkaufszahlen seiner Produktreihe Transformers durch den Erfolg des gleichnamigen Kinofilms erheblich steigern konnte, entschloss Hasbro, eine Neuauflage der ursprünglich traditionell von Hand gezeichneten My-Little-Pony-Serie zu starten. Hasbro entschied sich für die Animatorin, Autorin und Puppendesignerin Lauren Faust, die gemeinsam mit ihrem Ehemann unter anderem die Powerpuff Girls erschaffen hatte, um ein neues, ansprechendes Konzept zu entwickeln. Als Executive Producer und Autorin der Serie My Little Pony: Friendship Is Magic entwickelte sie mit in ihren jeweiligen Sparten gut erfahrenen Mitarbeitern die neuen Charaktere und ihre Geschichten im magischen Land Equestria. Für die Animation wurde dabei auf Flash-Animationen gesetzt. Nach eigenen Aussagen habe sie in ihrer Kindheit viel mit Hasbros My-Little-Pony-Spielzeugreihe gespielt. Als sie im Auftrag von Hasbro für die neue Serie angeheuert wurde, habe sie die Charaktere, die sie im Spiel den sechs Ponys gab, mit denen sie am häufigsten spielte, aufgearbeitet und ihre Erinnerungen der Crew als Vorlage für die neue Serie My Little Pony: Friendship Is Magic vorgelegt. Zur Animation der Folgen wird Adobe Flash verwendet.

### Fanszene

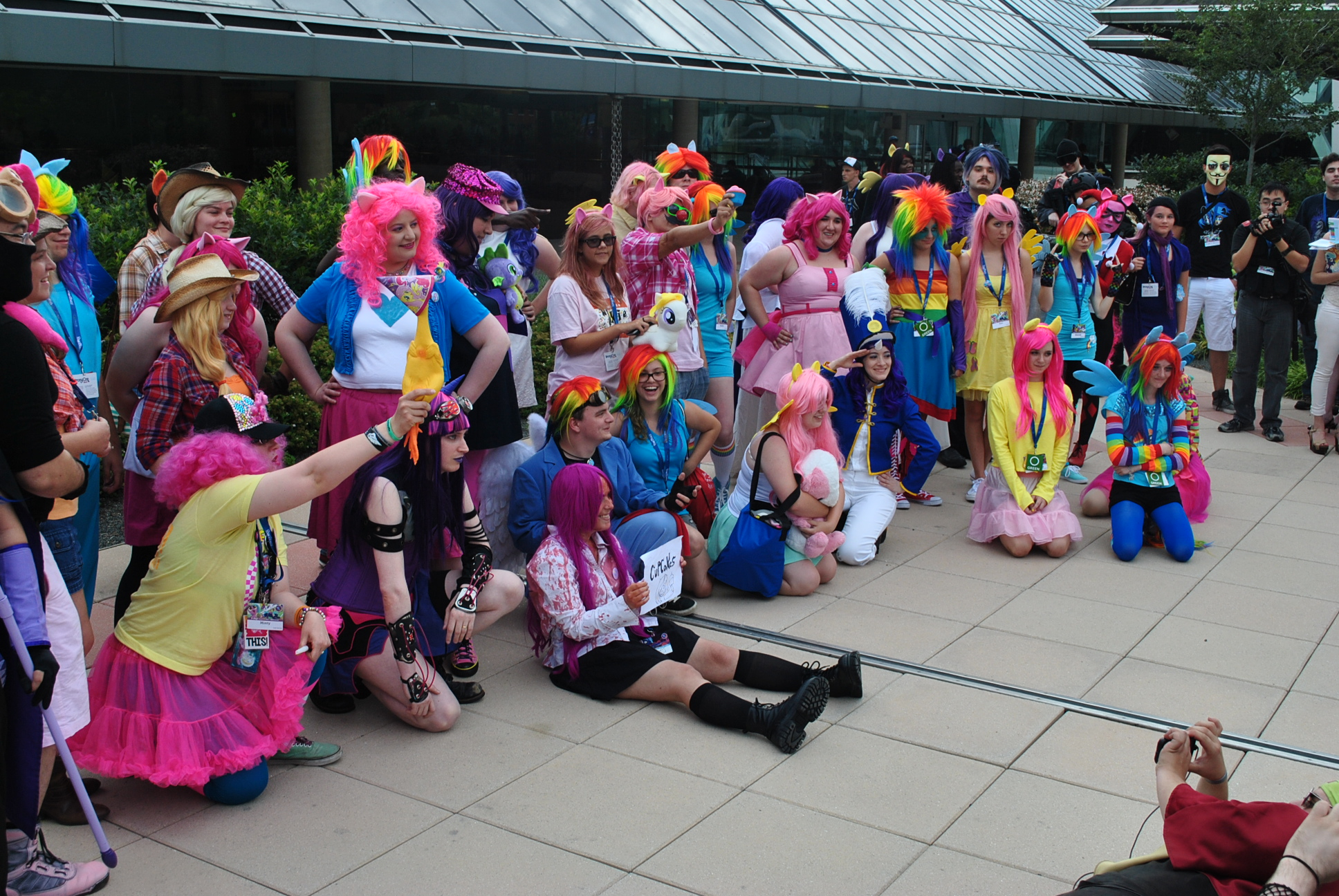
Bronies beim Cosplay-Wettbewerb der BronyCon 2014

Obwohl das Zielpublikum der Serie junge Mädchen sind, hat sie sich, ausgehend von dem Imageboard 4chan, zu einem Internetphänomen entwickelt. Neben dem eigentlichen Zielpublikum hat sich vorwiegend im angloamerikanischen Raum eine Fangemeinde etabliert, die vor allem aus jugendlichen und erwachsenen männlichen Mitgliedern besteht. Diese Fans, die sich selbst Bronies, ein Kofferwort aus bro (umgangssprachliche Kurzform für brother) und pony, zu deutsch also etwa Ponybrüder, nennen, erstellen Fanart und Fan-Fiction, diskutieren über verschiedene Aspekte der Serie oder organisieren Treffen außerhalb des Internets. In geringerer Anzahl sind in diesen Fankreisen auch erwachsene Frauen anzutreffen, diese werden teilweise als Pegasisters bezeichnet, obwohl sich mittlerweile auch die weiblichen Anhänger mit dem männlichen Terminus bezeichnen und bezeichnet werden. Viele Aspekte der Serie haben sich zu Internet-Memes entwickelt, die auch in themenfremden Imageboards und Foren anzutreffen sind.
In Deutschland fand vom 11. bis 12. August 2012 die erste Fanconvention Grand Galloping Gala (kurz bzw. seit 2013 GalaCon) statt. Über das Fandom erschienen der knapp anderthalbstündige Dokumentarfilm Bronies: The Extremely Unexpected Adult Fans of My Little Pony sowie der 80-minütige Film A Brony Tale, an dem auch mehrere Sprecher der Serie mitwirkten. Von den Machern der Serie wurden diverse verbreitete Ideen aus dem Fandom aufgegriffen und umgesetzt, so wurden Charakterisierungen von Ponys, die zuvor nur im Hintergrund auftraten, in die Serie übernommen.

### Auswirkungen auf die Politik
Innerhalb der deutschen Piratenpartei werden Folgen der Serie genutzt, um bei hitzigen Diskussionen eine Beruhigung herbeizuführen, die Teilnehmer zu entspannen und sich statt der Austragung eines Konflikts auf die Lösung eines Problems zu konzentrieren. Dazu hat sich der Begriff Pony Time etabliert. Nach Abstimmung wurde diese Auszeit in die Geschäftsordnung der Piratenparteifraktion in Berlin aufgenommen. Bei ihrer Beantragung wird eine für die aktuelle Thematik angemessene Folge ausgewählt und abgespielt.

## Kritiken und Auszeichnungen
My Little Pony – Freundschaft ist Magie erhielt überwiegend positive Kritiken. So erklärte TV Guide im September 2013 die Serie zu einer der besten 60 Cartoon-Animationsserien aller Zeiten, die besten zehn konnte sie jedoch nicht erreichen. Common Sense Media gab der Serie 4 von 5 Sternen und hob die Moral der Sendung über Freundschaft und Toleranz hervor. Wired lobte die Serie dafür, dass sie aufgrund diverser Referenzen auf Themen, für die sich Erwachsene interessieren, nicht nur von Kindern genossen werden kann.
Freundschaft ist Magie wurde im Jahr 2012 für insgesamt drei Leo Awards im Bereich Animation Program or Series für die Kategorien Best Program, Best Direction und Best Overall Sound nominiert. 2013 wurde die Serie in den Kategorien Best Overall Sound und Best Musical Score des gleichen Preises vorgeschlagen, letzteren konnte sie mit der Folge Prinzessin Twilight gewinnen. 2014 folgte ein Sieg in den Kategorien Best Overall Sound für die Folge Power Ponies und eine Nominierung für Pinkie Pride in der Kategorie Best Musical Score. Die Lieder Find A Pet Song aus der Folge Ein Lieblingstier für Rainbow Dash und Becoming Popular (The Pony Every Pony Should Know) aus Rarity will dazu gehören wurden 2012 für einen Daytime Emmy Award in der Kategorie Outstanding Original Song – Children’s and Animation nominiert.